# Großdubrau

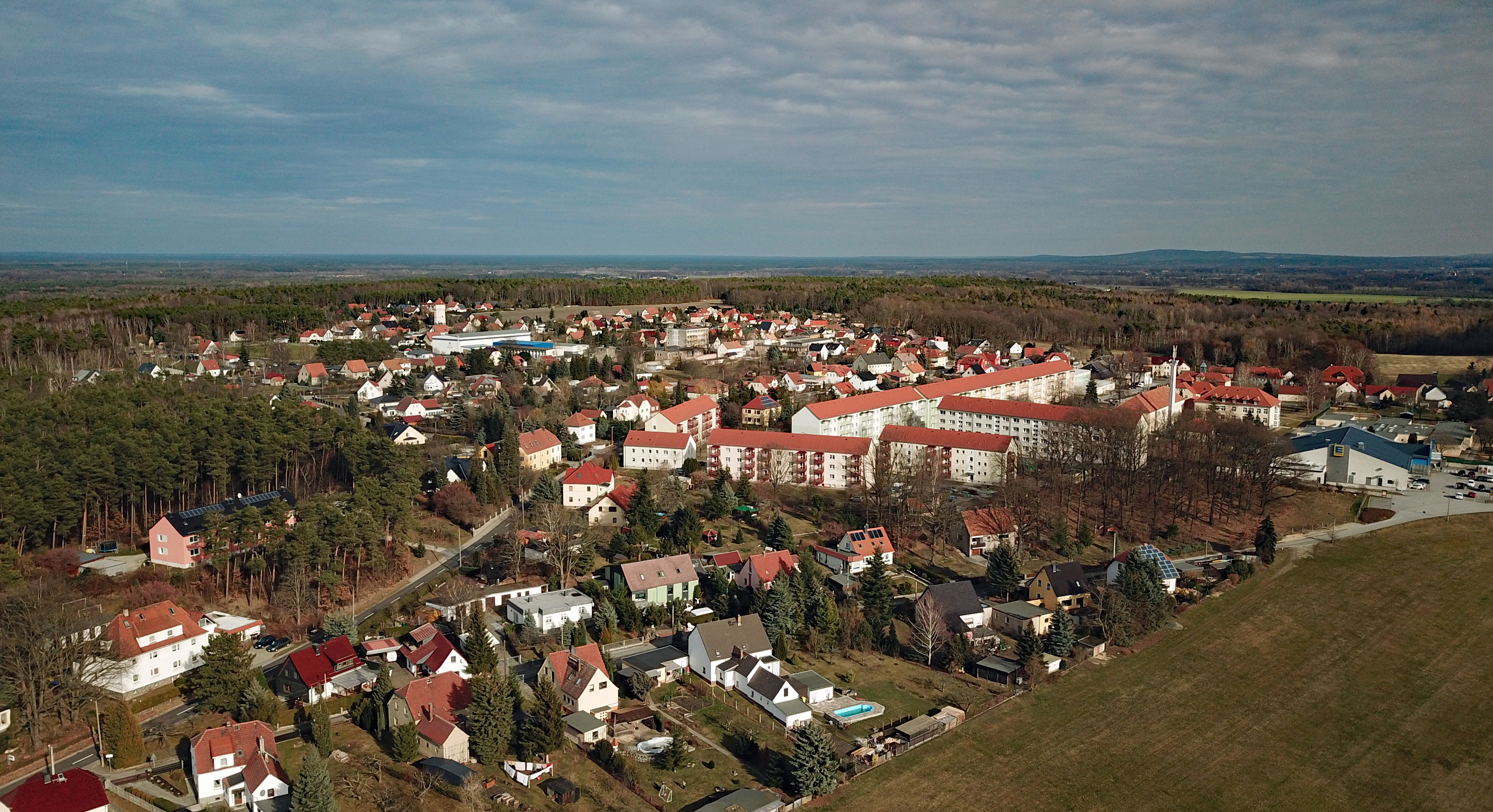
Luftbild

Großdubrau, obersorbisch Wulka Dubrawaⓘ, ist ein Ort und die zugehörige Gemeinde nördlich von Bautzen in Ostsachsen. Es zählt zur Oberlausitz und gehört zum amtlichen Siedlungsgebiet der Sorben.
Der Ortsname leitet sich vom sorbischen Wort dub für „Eiche“ ab. Dubrawa ist mit „Eichenwald“ zu übersetzen.

## Geografie
Der Ort Großdubrau befindet sich etwa zwölf Kilometer nördlich der Großen Kreisstadt Bautzen auf dem Großdubrauer Rücken, einer Erhebung westlich der Spreeniederung  mit der maximalen Höhe von 203,3 m ü. NHN. Dabei handelt es sich um eine Schotterterrasse als Überbleibsel des pleistozänen Flusslaufes der Elbe. Alle benachbarten Orte liegen zwischen zwanzig und vierzig Metern tiefer. Die direkte Umgebung ist wellig und überwiegend bewaldet. Wälder machen fast ein Drittel der Gemeindefläche aus. Weitere sieben Prozent entfallen auf die zahlreichen Teiche und Seen. Große Teile der Gemeinde zählen zum Biosphärenreservat Oberlausitzer Heide- und Teichlandschaft.
Großdubrau selbst ist ein Straßenangerdorf mit Erweiterungen vor allem in nördlicher Richtung.

## Geschichte
Die Siedlung wurde erstmals 1343 als Dubra urkundlich erwähnt. Bis 1628 lag die Grundherrschaft beim Bautzener Domstift; um 1630 wird erstmals ein Großdubrauer Rittergut erwähnt.
Bereits zu Beginn des 19. Jahrhunderts wurde in Gruben rund um den Ort vor allem Kohle und Ton bzw. Kaolin abgebaut. Ab etwa 1890 erlebte Großdubrau durch den Ausbau der Bergwerksstandorte in direkter Nähe (Margarethenhütte, Adolfshütte) und die 1906 erfolgte Anbindung an die Bahnstrecke Löbau–Radibor einen rasanten wirtschaftlichen Aufschwung und einen sprunghaften Bevölkerungszuwachs. Innerhalb von zwanzig Jahren vervierfachte sich die Bevölkerung von 248 im Jahre 1890 auf 978 im Jahre 1910. Aus dem kleinen, überwiegend sorbischen Angerdorf wurde eine von Deutschen dominierte Industriesiedlung. 1925 war der Ort mit 1200 Einwohnern – die Mehrheit evangelischer Konfession – eines der größten Dörfer der Oberlausitz. Die Margarethenhütte war zu dieser Zeit eines der weltweit führenden Unternehmen im elektro-keramischen Sektor.
1936 wurden die benachbarten Orte Brehmen und Kleindubrau eingemeindet.
Im Jahr 1972 wurde der Personenverkehr am Bahnhof Großdubrau eingestellt. 1998 wurden die Bahnstrecke und der Großdubrauer Bahnhof endgültig stillgelegt.
1991, ein Jahr nach der Wiedervereinigung, endete die Produktion in der Margarethenhütte und damit die Geschichte Großdubraus als Industriestandort. Die Arbeiter wurden entlassen.
In den Gemeindereformen der 1990er Jahre kamen die Gemeinden Commerau, Klix, Quatitz und Sdier sowie der Nachbarort Crosta zu Großdubrau.

## Bevölkerung
Für seine Statistik über die sorbische Bevölkerung in der Oberlausitz ermittelte Arnošt Muka in den 1880er Jahren eine Bevölkerungszahl von 227 Einwohnern; davon waren 185 Sorben (81 %) und 42 Deutsche. Wie überall im evangelischen Teil des sorbischen Siedlungsgebiets ist der Anteil der Sorbisch-Sprecher seitdem stark zurückgegangen; in Großdubrau besonders durch die industrielle Entwicklung und den damit einhergehenden Zuzug von Arbeitern begünstigt.

## Gemeindegliederung

Fachwerkhaus in Klix

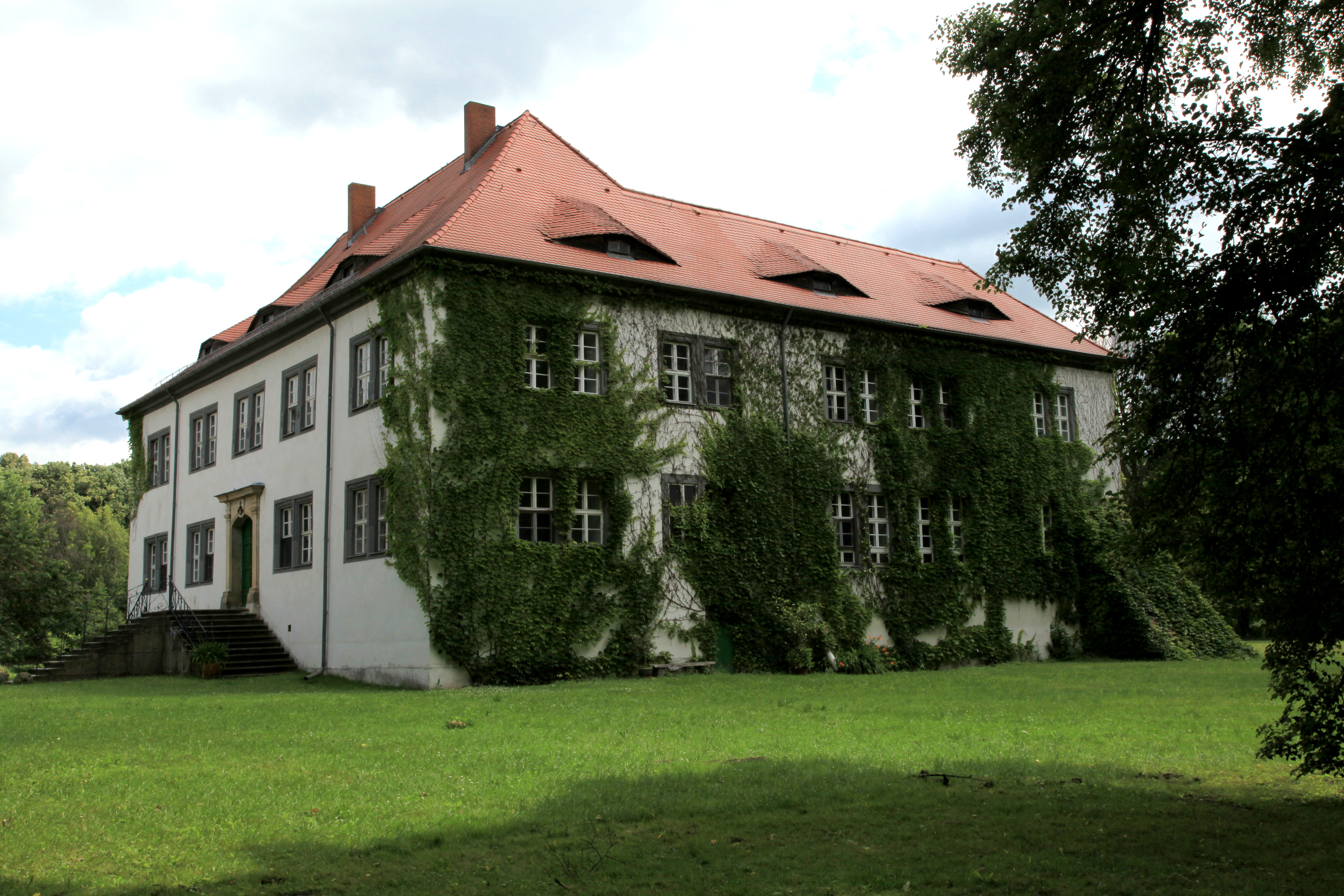
Schloss Spreewiese

20 Ortsteile mit den ehemals selbständigen Gemeinden (sorbische Bezeichnungen in Klammern):
| - Großdubrau mit den Orten: - Großdubrau (Wulka Dubrawa), 1.732 Einwohner - Kleindubrau (Mała Dubrawa), 143 Ew. - Brehmen (Brěmjo), 119 Ew. - Crosta (Chróst), 458 Ew. - Commerau mit den Orten: - Commerau (Komorow), 167 Ew. - Kauppa (Kupoj), 77 Ew. - Jetscheba (Jatřob), 73 Ew. - Göbeln (Kobjelń), 58 Ew. - Klix mit den Orten: - Klix (Klukš), 259 Ew. - Spreewiese, bis 1911: Leichnam (Lichań), 126 Ew. - Särchen (Zdźar), 68 Ew. - Salga (Załhow), 56 Ew. - Neusärchen (Nowe Zdźarki), 35 Ew. | - Quatitz mit den Orten: - Quatitz (Chwaćicy), 258 Ew. - Dahlowitz (Dalicy), 80 Ew. - Jeschütz (Ješicy), 47 Ew. - Kronförstchen (Křiwa Boršć), 81 Ew. - Margarethenhütte (Margarěćina hěta), 21 Ew. - Sdier mit den Orten: - Sdier (Zdźěr), 274 Ew. - Zschillichau (Čelchow), 68 Ew. |

## Politik

### Gemeinderat
- UWV: 11
- CDU: 2
- AfD: 1

2 Sitze der AfD bleiben unbesetzt. Der Gemeinderat verkleinert sich entsprechend.
Die Wahlen der vergangenen Jahre ergaben folgende Sitzverteilungen:
| Parteien und Wählergemeinschaften                 | 2024   | 2024   | 2019   | 2019   | 2014   | 2014   | 2009   | 2009   | 2004   | 2004   |
| Parteien und Wählergemeinschaften                 | %      | Sitze  | %      | Sitze  | %      | Sitze  | %      | Sitze  | %      | Sitze  |
| ------------------------------------------------- | ------ | ------ | ------ | ------ | ------ | ------ | ------ | ------ | ------ | ------ |
| Unabhängige Wählervereinigung (UWV)               | 68,7   | 11     | 78,9   | 13     | 72,8   | 12     | 68,3   | 11     | 45,3   | 7      |
| Alternative für Deutschland (AfD)                 | 18,9   | 1      | –      | –      | –      | –      | –      | –      | –      | –      |
| Christlich Demokratische Union Deutschlands (CDU) | 12,4   | 2      | 21,1   | 3      | 27,2   | 4      | 31,7   | 5      | 54,7   | 9      |
| gesamt                                            | 100,0  | 14     | 100,0  | 16     | 100,0  | 16     | 100,0  | 16     | 100,0  | 16     |
| Wahlbeteiligung                                   | 73,0 % | 73,0 % | 68,1 % | 68,1 % | 58,8 % | 58,8 % | 54,8 % | 54,8 % | 53,1 % | 53,1 % |

Die Gemeindeverwaltung strebte für das Jahr 2008 eine Fusion mit der Nachbargemeinde Radibor an. Am 2. März 2008 wurde aus diesem Grund ein durch eine Bürgerinitiative angestrebter Bürgerentscheid zur Gemeindefusion durchgeführt. Dabei entschied sich eine deutliche Mehrheit der Großdubrauer Wähler gegen den Zusammenschluss, während in Radibor eine knappe Mehrheit für den Schritt stimmte.

### Bürgermeister
Bürgermeister ist seit 2022 Hardy Glausch.
| Wahl | Bürgermeister           | Vorschlag | Wahlergebnis (in %) |
| ---- | ----------------------- | --------- | ------------------- |
| 2022 | Hardy Christian Glausch | Glausch   | 71,8                |
| 2015 | Lutz Mörbe              | Mörbe     | 52,7                |
| 2008 | Siegfried Schuster      | UWV       | 62,6                |
| 2001 | Wolfgang Michalk        | CDU       | 78,0                |
| 1994 | Wolfgang Michalk        | CDU       | 50,2                |

## Infrastruktur
Die Bundesstraße 156 (Weißwasser/Oberlausitz-Bautzen) durchquert Sdier und Commerau, während die Staatsstraße 107 (Niedergurig-Radibor) an der Talsperre Bautzen vorbei durch Jeschütz und Quatitz führt. Die restlichen Ortsteile sind durch Lokalstraßen miteinander verbunden. Die Anschlussstelle Bautzen-Ost der Bundesautobahn 4 (Dresden-Wrocław) befindet sich acht Kilometer südlich von Großdubrau.
Der Flugplatz Klix liegt östlich von Großdubrau nahe dem gleichnamigen Ortsteil und wird vorwiegend für den Segel- und Motorflug mit kleinen Maschinen genutzt.
Die Buslinien 503,717 (Regiobus) verbinden Großdubrau mit Bautzen.

### Bildung und Sport
Die Gemeinde Großdubrau verfügt über eine Grundschule, außerdem ist die Freie Oberschule „Johann Heinrich Pestalozzi“ im Ort ansässig. Die staatliche Mittelschule wurde 2006 geschlossen.
Der Sportverein „SV 1896 Großdubrau“ ist im Ort ansässig. Die Frauenmannschaft erreichte in der Saison 2005/2006 die erste Runde des DFB-Pokals.

## Städtepartnerschaften
- Freudenberg (Baden-Württemberg)
- Nowogrodziec (Polen)

## Kultur und Sehenswürdigkeiten
- Technisches Museum Margarethenhütte, Großdubrau
- Naherholungsgebiet Blaue Adria in Crosta
- Dorfkirche Klix mit Epitaph für Franz von Nostitz († 1576), das eine Kreuzigungsszene der Cranach-Schule zeigt
- „Segelflugplatz Klix“ in Särchen
- Schloss in Spreewiese
- ehemaliges Rittergut in Kauppa
- Wasserturm mit Granitsockel
- Zweiachsige Handdruckspritze der Freiwilligen Feuerwehr Quatitz
- Denkmal für Andreas Gärtner und Otto Lehmann in Quatitz
- Steinkreuze im Ortsteil Dahlowitz und Göbeln

### Naturschutz
- Siehe auch: Liste der Naturdenkmale in Großdubrau

## Persönlichkeiten
- Andreas Gärtner (Handrij Zahrodnik; 1654–1727), Mechaniker, Modellbauer; geboren in Quatitz
- Ota Wićaz / Otto Lehmann (1874–1952), Wissenschaftler; geboren in Quatitz
- Johann Cilenšek (1913–1998), Komponist; geboren in Großdubrau
- Jürgen Lehmann (* 1934), Schriftsteller; geboren in Großdubrau
- Steffi Walter (1962–2017), Rennrodlerin; lebte in Großdubrau

## Einzelnachweise

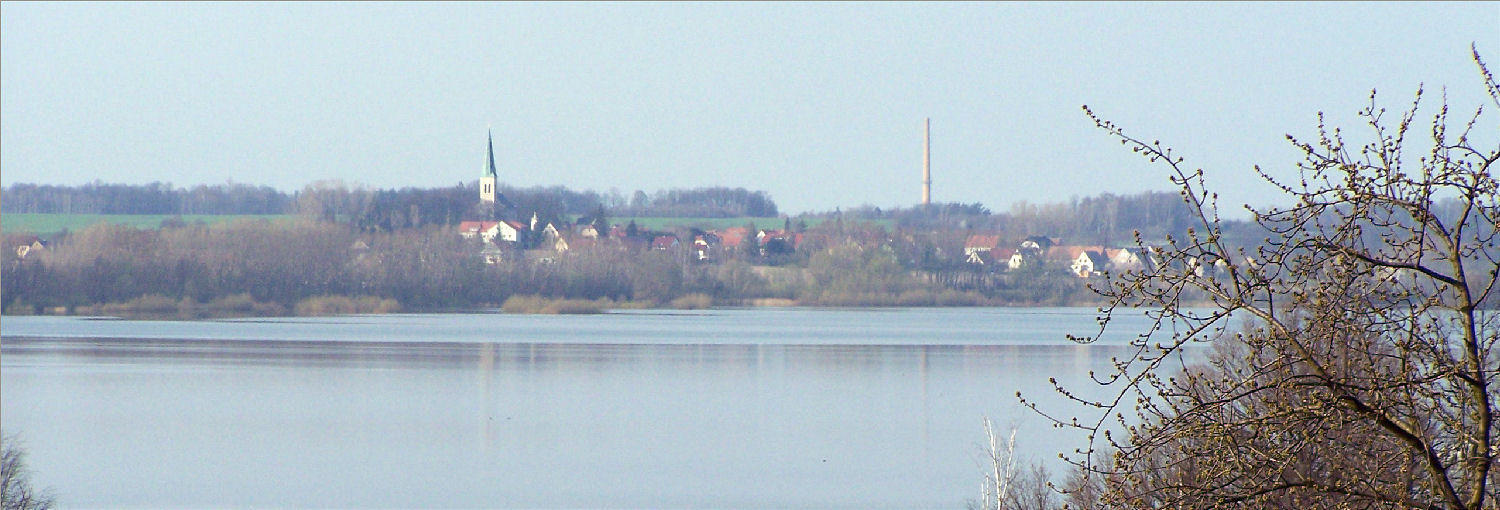
Dahlowitz, Quatitz und im Hintergrund Großdubrau, vom Stausee aus gesehen